# 납자루속
납자루속(Tanakia)은 잉어과에 속하는 민물고기의 한 속이다. 모식종은 일본칼납자루이다.

## 하위 종
납자루속에는 8개의 종이 있다.
- 낙동납자루 (T. latimarginata) (Kim, Jeon & Suk, 2014)[3]
- 납자루 (T. lanceolata) (Temminck & Schlegel, 1846)
- 묵납자루 (T. signifer) (L. S. Berg, 1907)[3]
- 일본칼납자루 (T. limbata) (Temminck & Schlegel, 1846)
- 임실납자루 (T. somjinensis) (Kim & Kim, 1991)[3]
- 칼납자루 (T. koreensis) (Kim & Kim, 1990)[3]
- T. himantegus (Günther, 1868)
- T. shimazui (Shigeho Tanaka, 1908)

## 같이 보기
- 납지리속 (Acheilognathus)
- 납줄개속 (Rhodeus)